# Собор Непорочного Зачатия Пресвятой Девы Марии (Минас)
Собор Непорочного Зачатия Пресвятой Девы Марии (исп. Catedral de la Inmaculada Concepción) – католическая церковь в городе Минас, Уругвай. Церковь является сокафедральным собором епархии Мальдонадо-Пунта-дель-Эсте-Минаса.

## История
На этом месте во второй половине XVIII первоначально была построена  небольшая церковь. Впоследствии на её месте в 1845 году был построен больший храм.
Современный храм был построен на месте предыдущих церквей в конце 1891 года. 10 апреля 1892 года состоялось его освящение.
В 1960 году Святой Престол учредил епархию Минаса и церковь Непорочного Зачатия Пресвятой Девы Марии стала кафедральным собором этой новой епархии.
В 2020 году епархия Минаса была присоединена к соседней епархии Мальдонадо-Пунта-дель-Эсте, после объединения епархий собор Непорочного Зачатия в Минасе стал сокафедральным собором объединённой епархии.